# What Am I to You?
What Am I to You? is een single van de Amerikaans zangeres Norah Jones uit 2004. Het stond in 2003 op de deluxe versie van Come Away with Me en in 2004 als tweede track op het album Feels Like Home, waar het de tweede single van was, na Sunrise.

## Achtergrond
What Am I to You? is geschreven door Norah Jones en geproduceerd door Arif Mardin en Jones. Het is een jazznummer waarin de liedvertelster zichzelf afvraagt of haar liefde voor haar geliefde wederzijds is. De eerste versie op het deluxe versie van Come Away with Me was een ingetogen liveversie, terwijl de singleversie een in een studie opgenomen en wat energieker lied is. 

## Hitnoteringen
Het lied was enkel in Nederland succes, al was het een bescheiden succes. In de Single Top 100 was de 66e plaats de piekpositie in de acht weken dat het in de lijst te vinden was.